# Marko Cuderman
Marko Cuderman, slovenski kolesar, * 11. avgust 1960, Kranj.
Cuderman je za Jugoslavijo nastopil na Poletnih olimpijskih igrah 1984 v Los Angelesu, kjer je nastopil v individualni konkurenci osvojil 46. mesto. Leta 1981 je zmagal na dirke Po poteh AVNOJ–a.